# آبشار پوراکائونوی
آبشار پوراکائونوی (به انگلیسی: Purakaunui Falls) آبشاری است که در جزیره جنوبی، نیوزیلند واقع شده و ارتفاع کلی ریزشگاه آن ۲۰ متر است.